# Fernmeldeturm Schiffdorf
Der Fernmeldeturm Schiffdorf im Landkreis Cuxhaven in Niedersachsen in der Nähe von Bremerhaven ist ein in Stahlbetonbauweise ausgeführter, für die Öffentlichkeit nicht zugänglicher Fernmeldeturm (Typenturm des Typs FMT 2/73) der Deutsche Funkturm (DFMG), ein Tochterunternehmen der Deutschen Telekom. Von diesem 163 Meter hohen Turm werden seit 2000 auch die Programme von Radio Bremen ausgestrahlt.

## Frequenzen und Programme

### Analoges Radio (UKW)
Beim Antennendiagramm sind im Falle gerichteter Strahlung die Hauptstrahlrichtungen in Grad angegeben.
| Frequenz (MHz) | Programm                   | RDS PS                | RDS PI | Regionalisierung | ERP (kW) | Antennendiagramm rund (ND)/gerichtet (D) | Polarisation horizontal (H)/vertikal (V) |
| -------------- | -------------------------- | --------------------- | ------ | ---------------- | -------- | ---------------------------------------- | ---------------------------------------- |
| 89,3           | Bremen Eins                | Bremen_1 1)           | D341   | –                | 25       | D (240°-60°)                             | H                                        |
| 95,4           | Bremen Zwei                | Bremen_2 1)           | D342   | –                | 25       | D (240°-60°)                             | H                                        |
| 98,9           | Cosmo                      | COSMO___              | D343   | –                | 0,5      | D (0°-60°, 240°-340°)                    | H                                        |
| 100,8          | Bremen Vier                | Bremen_4 1)           | D344   | –                | 25       | D (240°-60°)                             | H                                        |
| 92,1           | Bremen Next                | NEXT___ 1)            | D345   | –                | 25       | D (240°-60°)                             | H                                        |
| 98,3           | NDR Info                   | NDR_Info              | D384   | Niedersachsen    | 0,1      | D (230°-310°)                            | H                                        |
| 103,4          | Deutschlandfunk            | __Dlf___              | D210   | –                | 0,5      | D (0°-60°, 240°-340°)                    | H                                        |
| 106,2          | Deutschlandfunk Kultur     | Dlf_Kult              | D220   | –                | 5        | ND                                       | H                                        |
| 104,3          | Energy Bremen              | EnrgyBRE              | 1342   | –                | 8        | D (240-60)                               | H                                        |
| 90,7           | Radio Weser.TV Bremerhaven | weser.tv              | 1344   | –                | 0,2      | D (90°-50°)                              | H                                        |
| 107,9          | Radio Teddy                | _RADIO__ / _TEDDY__   | DB89   | –                | 0,32     | D (140°-30°)                             | H                                        |
| 96,0           | NDR 1 Niedersachsen        | NDR1_NDS 1), NDR_1_OL | D381   | –                | 0,1      | D (0°-60°, 240°-340°)                    | H                                        |
| 92,8           | N-Joy                      | _N-JOY__ 1)           | D385   | –                | 0,05     | D (90°-50°)                              | H                                        |

1) Auch manchmal Laufschrift mit Sendungsinformationen, Musiktitelinformationen oder Webadressen
Die Rundfunksender von Radio Bremen werden von diesem Fernmeldeturm für die Stadt Bremerhaven ausgestrahlt. Die Zuführung erfolgt über Ballempfang vom Fernmeldeturm Bremen.

### Digitales Radio (DAB / DAB+)
Digitaler Hörfunk im DAB+-Standard wird vom Fernmeldeturm Schiffdorf seit dem 31. August 2016 in vertikaler Polarisation im Gleichwellennetz (Single Frequency Network) mit anderen Sendern ausgestrahlt. Ergänzend zum bundesweiten Multiplex ist das Programmangebot von Radio Bremen am 3. Februar 2017, das private Angebot des Regionalmuxes am 28. Februar 2019 und das Programmangebot des Norddeutschen Rundfunks am 12. Juni 2019 hinzugekommen.
| Block                        | Programme (Datendienste) | ERP (kW) | Antennen- diagramm rund (ND)/ gerichtet (D) | Gleichwellennetz (SFN) |
| ---------------------------- | --- | -------- | ------------------------------------------- | --- |
| 5C DR Deutschland (D__00188) | DAB+ Block der Media Broadcast: - Absolut relax (72 kbps) - Dlf (104 kbps) - Dlf Kultur (112 kbps) - Dlf Nova (104 kbps) - DRadio DokDeb (48 kbps) - Energy Digital (72 kbps) - ERF Plus (64 kbps) - Klassik Radio (72 kbps) - Radio Bob (72 kbps) - Radio Horeb (48 kbps) - Radio Schlagerparadies (64 kbps) - Schwarzwaldradio (64 kbps) - sunshine live (72 kbps) - DRadio Daten (32 kbps Daten) - EPG Deutschland (16 kbps Daten) - TPEG (16 kbps Daten) - TPEG_MM (16 kbps Daten) | 1        | ND                                          | - Baden-Württemberg: Aalen, Baden-Baden (Fremersberg), Bad Mergentheim, Blauen, Brandenkopf, Donaueschingen, Feldberg im Schwarzwald, Freiburg (Vogtsburg-Totenkopf), Geislingen (Oberböhringen), Großerlach (Hohe Brach), Heidelberg (Königstuhl), Heilbronn (Schweinsberg), Hochrhein (Rickenbach), Hornisgrinde, Pforzheim (Schömberg-Langenbrand), Raichberg, Ravensburg (Höchsten), Reutlingen, Stuttgart (Frauenkopf), Ulm (Kuhberg) - Bayern: Amberg (Hirschau), Aschaffenburg (Pfaffenberg), Augsburg (Hotelturm), Bad Tölz (Gaißach), Bamberg (Geisberg), Büttelberg, Brotjacklriegel, Dillberg, Grünten, Herzogstand, Hochberg (Traunstein), Hoher Bogen, Inntal (Ebbs), Ingolstadt (Gelbelsee), Kreuzberg/Rhön, Landshut (Altdorf), München (Olympiaturm), Nennslingen (Büchelberg), Nürnberg, Oberammergau, Ochsenkopf, Passau, Pfänder, Pfaffenhofen, Pfarrkirchen, Pfronten, Regensburg (Hohe Linie), Unterringingen, Untersberg, Wendelstein (Bayrischzell), Würzburg (Frankenwarte) - Berlin: Berlin (Alexanderplatz), Berlin (Scholzplatz) - Brandenburg: Bad Belzig, Booßen, Brandenburg/Havel, Calau, Casekow, Cottbus, Eisenhüttenstadt, Petkus, Pritzwalk, Templin - Bremen: Bremen (Walle), Bremerhaven-Schiffdorf - Hamburg: Hamburg (Moorfleet), Hamburg (Heinrich-Hertz-Turm) - Hessen: Bad Hersfeld (Rimberg), Biedenkopf (Sackpfeife), Fulda (Hummelskopf), Frankfurt (Europaturm), Gelnhausen (Schnepfenkopf), Gießen (Dünsberg), Großer Feldberg, Hardberg, Hohe Wurzel, Hoher Meißner, Kassel (Habichtswald), Mainz-Kastel - Mecklenburg-Vorpommern: Garz (Rügen), Güstrow, Malchin, Neubrandenburg-Süd, Rostock (Toitenwinkel), Röbel, Schwerin (Zippendorf-Gr.Dreesch), Torgelow, Wismar/Rüggow, Züssow - Niedersachsen: Aurich-Popens, Braunschweig (Broitzem), Braunschweig (Drachenberg), Cuxhaven-Stadt, Dannenberg, Göttingen (Bovenden-Osterberg), Hannover (Telemax), Lingen, Lüneburg-Neu Wendhausen, Molbergen-Peheim, Osnabrück (Bramsche-Schleptruper Egge), Hildesheim (Sibbesse), Steinkimmen, Uelzen, Visselhövede, Wilhelmshaven - Nordrhein-Westfalen: Aachen (Karlshöhe), Bielefeld (Hünenburg), Bonn (Venusberg), Dortmund (Florianturm), Düsseldorf (Rheinturm), Eggegebirge, Herscheid, Hochsauerland (Hunau), Hürtgenwald-Großhau, Köln (Colonius), Langenberg, Lügde-Rischenau (Köterberg), Minden (Jakobsberg), Münster (Fernmeldeturm), Schöppingen, Siegen-Süd, Wesel - Rheinland-Pfalz: Bad Kreuznach (Schanzenkopf), Bad Marienberg (Westerwald), Bornberg, Daun (Eifel), Edenkoben (Kalmit), Heckenbach-Schöneberg (Ahrweiler), Idar-Oberstein, Kaiserslautern, Kettrichhof, Koblenz (Kühkopf), Trier (Petrisberg) - Saarland: Merzig-Merchingen, Saarbrücken (Schoksberg) - Sachsen: Chemnitz, Dresden, Geyer, Leipzig, Löbau, Neustadt, Oschatz, Schöneck, Zwickau Ost - Sachsen-Anhalt: Brocken, Burg, Dequede, Petersberg, Pettstädt (Weißenfels), Schneidlingen, Wittenberg - Schleswig-Holstein: Bungsberg, Flensburg, Heide, Helgoland, Hennstedt, Kiel (Kronshagen), Lübeck (Stockelsdorf), Schleswig, Niebüll (Süderlügum), Westerland (Sylt) - Thüringen: Bleßberg (Sonneberg), Erfurt-Hochheim, Gera, Inselsberg, Jena (Oßmaritz), Kulpenberg, Saalfeld (Remda), Lobenstein (Sieglitzberg), Weimar (Ettersberg) |
| 6A Bremen K6A (D__00389)     | DAB+ Block von Media Broadcast: - Antenne Schlager (72 kbps) - bigFM (72 kbps) - Energy Bremen (72 kbps) - Star FM Maximum Rock (72 kbps) - Oldie Antenne (72 kbps) - Radio 21 (72 kbps) - radio ffn (HB/OL) (72 kbps) - Radio Nordseewelle (WHV) (72 kbps) - Radio Roland (72 kbps) - Radio Weser.TV HB (72 kbps) - Radio Weser.TV BHV (72 kbps) - The Wolf Bremen (72 kbps) | 0,5      | ND                                          | Bremen (Walle), Bremerhaven-Schiffdorf |
| 6D Radio Bremen (D__00343)   | DAB+ Block von Radio Bremen: - Bremen Eins (128 kbps) - Bremen Zwei (128 kbps) - COSMO (112 kbps) - Bremen Vier (128 kbps) - Bremen Next (128 kbps) - Die Maus (96 kbps) | 0,8      | ND                                          | Bremen (Walle), Bremerhaven-Schiffdorf |
| 8D NDR NDS OL (D__00423)     | DAB-Block des Norddeutschen Rundfunks: - NDR 1 NDS OL (Oldenburg) (104 kbps) - NDR 2 NDS (104 kbps) - NDR Kultur (104 kbps) - NDR Info NDS (104 kbps) - N-Joy (104 kbps) - NDR Blue (104 kbps) - NDR Schlager (104 kbps) - NDR Info Spezial (104 kbps) - NDR BWS (16 kbps) - ARD TPEG (16 kbps) | 0,8      | ND                                          | Aurich-Popens, Bremen (Walle), Bremerhaven (Schiffdorf), Cuxhaven-Altenwalde, Molbergen, Steinkimmen (Ganderkesee), Vechta-Langförden, Wilhelmshaven |

Alle DMB-Projekte in Deutschland wurden eingestellt. Ebenso konnte sich der auf mobile Endgeräte optimierte DVB-H-Standard bisher nicht durchsetzen. Es ist daher unwahrscheinlich, dass es zu DVB-H-Sendungen von diesem Turm kommen wird.

### Digitales Fernsehen (DVB-T / DVB-T2)
Die Umstellung des Fernmeldeturms Schiffdorf auf den DVB-T2-Standard mit HEVC Bildcodierung erfolgte am 29. März 2017. Optional lassen sich zusätzliche im NDR-Angebot und bei Freenet TV connect als Verknüpfung enthaltene Programme über eine Internetverbindung wiedergeben, falls das Empfangsgerät HbbTV (ab Version 1.5) unterstützt (NDR via IP: ARD alpha HD, rbb Brandenburg HD, SR Fernsehen HD, SWR BW HD, …).
Folgende DVB-T2-Bouquets werden übertragen:
| Kanal | Frequenz (MHz) | Multiplex                                   | Programme im Multiplex | ERP (kW) | Antennen- diagramm rund (ND)/ gerichtet (D) | Polarisation horizontal (H)/ vertikal (V) | SFN mit                                                                            |
| ----- | -------------- | ------------------------------------------- | --- | -------- | ------------------------------------------- | ----------------------------------------- | ---------------------------------------------------------------------------------- |
| 22    | 482            | Freenet TV Mux 3                            | - Welt HD - DMAX HD - Eurosport 1 HD - Disney Channel HD - Nickelodeon HD / CC +1 HD - Comedy Central HD - Bibel TV (FTA) - QVC (FTA) - QVC Zwei (FTA) - HSE (FTA) - 123tv (FTA)                                                                                         | 20       | ND                                          | H                                         | Bremen (Walle), Bremerhaven-Schiffdorf                                             |
| 29    | 538            | ARD Digital (NDR)                           | - Das Erste HD - Phoenix HD - Arte HD - Tagesschau24 HD - One HD Radio: - NDR Blue - NDR Info Spezial - NDR Kultur - NDR Schlager | 10       | ND                                          | H                                         | Aurich-Popens, Bremen (Walle), Bremerhaven-Schiffdorf, Cuxhaven-Stadt, Steinkimmen |
| 30    | 546            | ARD regional (NDR) Niedersachsen            | - NDR Fernsehen HD (Niedersachsen) - WDR Fernsehen (Köln) HD - HR-Fernsehen HD / NDR FS HD (HH) (zeitw.) - MDR Fernsehen (Sachsen-Anhalt) HD / NDR FS HD (MV) (zeitw.) - BR Fernsehen Süd HD / NDR FS HD (SH) (zeitw.) Radio: - N-Joy - NDR 1 NDS HAN - NDR 2 - NDR Info | 10       | ND                                          | H                                         | Bremen (Walle), Bremerhaven-Schiffdorf, Steinkimmen                                |
| 35    | 586            | Gemischter Multiplex von ZDF und Freenet TV | - ZDF HD - 3sat HD - KiKa HD - ZDFneo HD - ZDFinfo HD - Freenet TV connect (HbbTV-Dienst mit mehreren Streams, HbbTV v1.5 erforderlich) | 5        | ND                                          | H                                         | Aurich-Popens, Bremen (Walle), Bremerhaven-Schiffdorf, Cuxhaven-Stadt, Steinkimmen |
| 42    | 642            | Freenet TV Mux 1                            | - RTL HD (NDS+HB mit RTL Nord) - RTL Zwei HD - Super RTL HD - Vox HD - n-tv HD - Nitro HD - Tele 5 HD | 20       | ND                                          | H                                         | Bremen (Walle), Bremerhaven-Schiffdorf                                             |
| 46    | 674            | ARD regional (Radio Bremen)                 | - Radio Bremen HD | 2        | ND                                          | H                                         | Bremen (Walle), Bremerhaven-Schiffdorf, Steinkimmen                                |
| 48    | 690            | Freenet TV Mux 2                            | - ProSieben HD - Sat.1 HD (NDS+HB mit 17:30 Sat.1) - Kabel Eins HD - ProSieben Maxx HD - Sat.1 Gold HD - Sixx HD - Sport1 HD | 20       | ND                                          | H                                         | Bremen (Walle), Bremerhaven-Schiffdorf                                             |

 Sendeparameter 
| Verwendet von (HD-Programme pro Mux)   | Modulations- verfahren | Coderate | FFT-Modus    | Guard- intervall | Pilottöne       | Datenrate [Mbit/s] |
| -------------------------------------- | ---------------------- | -------- | ------------ | ---------------- | --------------- | ------------------ |
| Freenet TV (5–7)                       | 64-QAM                 | 2/3      | 32k extended | 1/16             | Pilot Pattern 4 | 27,6               |
| ZDF (5)                                | 64-QAM                 | 3/5      | 16k extended | 19/128           | Pilot Pattern 2 | 22,0               |
| ARD Digital (NDR) (5) NDR regional (5) | 64-QAM                 | 1/2      | 16k extended | 19/128           | Pilot Pattern 2 | 18,2               |
| Radio Bremen regional (1)              | 4-QAM (QPSK)           | 1/2      | 16k extended | 19/128           | Pilot Pattern 2 | 6,0                |

### Analoges Fernsehen
Bis zum DVB-T-Umstieg in der Region Bremen/Unterweser am 24. Mai 2004 wurden folgende Programme in analogem PAL gesendet:
| Kanal | Frequenz (MHz) | Programm                             | ERP (kW) | Sendediagramm rund (ND)/ gerichtet (D) | Polarisation horizontal (H)/ vertikal (V) |
| ----- | -------------- | ------------------------------------ | -------- | -------------------------------------- | ----------------------------------------- |
| 5     | 175,25         | Sat.1 (Niedersachsen/Bremen)         | 0,4      | D                                      | H                                         |
| 8     | 196,25         | ProSieben                            | 0,4      | D                                      | H                                         |
| 34    | 575,25         | ZDF                                  | 1        | D                                      | H                                         |
| 37    | 599,25         | RTL (Niedersachsen/Bremen)           | 0,4      | D                                      | H                                         |
| 45    | 663,25         | Das Erste (RB)                       | 30       | D                                      | H                                         |
| 57    | 759,25         | RTL II                               | 1        | D                                      | H                                         |
| 59    | 775,25         | NDR Fernsehen (Niedersachsen/Bremen) | 1        | D                                      | H                                         |
| 60    | 783,25         | VOX                                  | 1        | D                                      | H                                         |

## Amateurfunk
Von 1998 bis 2009 befand sich die Relaisfunkstelle im 2-Meter-Band DB0WC  auf der Antennenträgerplattform des Turms, nachdem sie vom Columbus-Center in Bremerhaven dorthin verlegt worden war. Im Jahr 2009 wanderte die Funkstelle weiter an einen neuen Standort in Bremerhaven-Leherheide.DK8BJ Homepage.